# استکهلم، پنسیلوانیا
استکهلم، پنسیلوانیا (به انگلیسی: Stockholm, Pennsylvania) فیلمی محصول سال ۲۰۱۵ و به کارگردانی نیکول بیکویت است. در این فیلم بازیگرانی همچون سرشه رونان، سینتیا نیکسون، جیسون آیزکس، هانا هیز، دیوید وارشوفسکی و روزالیند چائو ایفای نقش کرده‌اند.